# Araneus felinus
Araneus felinus là một loài nhện trong họ Araneidae.
Loài này thuộc chi Araneus. Araneus felinus được Arthur Gardiner Butler miêu tả năm 1876.